# نيما ريد بيرك
نيما ريد بيرك (بالإنجليزية: Niamh Reid Burke)‏ (6 أغسطس 1991 في جمهورية أيرلندا - ) هي لاعبة كرة قدم أيرلندية في مركز حراسة المرمى. شاركت مع منتخب جمهورية أيرلندا لكرة القدم للسيدات. أما مع النوادي، فقد لعبت مع Shelbourne F.C. (women) ‏ وRaheny United F.C. ‏.

## وصلات خارجية
- نيما ريد بيرك على موقع الاتحاد الأوربي (الإنجليزية)
- نيما ريد بيرك على موقع قاعدة بيانات كرة القدم.إي يو (الإنجليزية)